# Хайруш
Хайруш (каз. Хайруш) — село в Казталовском районе Западно-Казахстанской области Казахстана. Входит в состав Талдыкудукского сельского округа. Код КАТО — 274863600.

## Население
В 1999 году население села составляло 256 человек (124 мужчины и 132 женщины). По данным переписи 2009 года, в селе проживало 212 человек (105 мужчин и 107 женщин).